# Neufinsing
Neufinsing ist ein Gemeindeteil der Gemeinde Finsing im Landkreis Erding in Bayern.

## Lage
Das Dorf Neufinsing liegt an der Staatsstraße 2082 und einem Bogen des Mittlere-Isar-Kanals, an dem auch das Kraftwerk Neufinsing liegt. In Neufinsing steht das Rathaus der Gemeinde Finsing und ist deren wirtschaftlicher Mittelpunkt.

## Geschichte
Der Ort entstand um 1900 und entwickelte sich in den 1920er-Jahren besonders durch den Bau des Kanals und des Kraftwerks.